# ارگاسم سیاه
ارگاسم سیاه (ایتالیایی: Orgasmo nero) یک فیلم اروتیک به کارگردانی جو داماتو است که در سال ۱۹۸۰ منتشر شد. از بازیگران فیلم می‌توان به نیه‌بس ناوارو و ریچارد هریسون اشاره کرد.